# (31678) 1999 JX18
1999 JX18 (asteroide 31678) é um asteroide da cintura principal. Possui uma excentricidade de 0.06847430 e uma inclinação de 5.95540º.
Este asteroide foi descoberto no dia 10 de maio de 1999 por LINEAR em Socorro.